# Irineo Alatorre
Irineo Alatorre es un futbolista mexicano retirado, pelotero originario del mero barrio de "El Retiro" de Guadalajara. Inició su carrera futbolística en la Junior de "Centro América" posteriormente paso a las filas del SUTAJ donde en el año de 1945 fue nominado para integrar el plantel de la Selección Jalisco Amateur para el campeonato nacional de Monterrey N. L. Años después paso al Guadalajara liga mayorista donde fue su consagración como futbolista de categoría, años del entrenador húngaro Jorge Hort. "El Pinineo" como se le conoció, no obstante su muy bajita estatura, tenía un cañón tremendo y una visión de gol envidiable de 1944 a 1947. Durante su estancia en el Guadalajara anotó 2 goles.
Murió el 4 de marzo de 1966 por un accidente de trabajo, dejando viuda a su esposa embarazada y 10 hijos huérfanos

## Clubes
| Club        | País   | Año         |
| ----------- | ------ | ----------- |
| Guadalajara | México | 1944 - 1947 |